# Трстеник (Ормож)
Трстеник (словен. Trstenik) је насељено место у општини Ормож, Подравска регија, Словенија.

## Историја
До територијалне реорганизације у Словенији био је у саставу старе општине Ормож. Као самостално насеље, Трстеник постоји од 2007. године. Настала је издвајањем дела из насеља Михаловци.

## Становништво
У попису становништва из 2011. године, Трстеник је имао 38 становника.
| Број становника према пописима |
| ------------------------------ |
| 2011                           |
| 38                             |

Напомена: Године 2007. настала издвајањем дела из насеља Михаловци. Исте године увећан је за део насеља Величане.